# Quinzena dos Realizadores
A Quinzena dos Realizadores (em francês:  Quinzaine des réalisateurs) é uma sessão independente realizada em paralelo com o Festival de Cannes, assim como a Semaine de la Critique. Foi fundada em 1969 pela Sociedade dos Realizadores de Cinema (Société des réalisateurs de films), após os eventos de Maio de 1968, que resultou no cancelamento do Festival de Cannes, como um ato de solidariedade com os trabalhadores grevistas. A Quinzena dos Realizadores apresenta um programa de curtas e longas-metragens e documentários, mundialmente.

## Diretores artísticos
A programação é supervisionada por um diretor artístico. O atual diretor artístico é Édouard Waintrop, que programa a Quinzena dos Realizadores desde 2011.
- Pierre-Henri Deleau (1969 - 1999)
- Marie-Pierre Macia (1999 - 2003)
- François Da Silva (2003 - 2004)
- Olivier Père (2004 - 2010)
- Frédéric Boyer (2010 - 2011)
- Édouard Waintrop (2011 - presente)

## Prémios
- Prémio Art Cinema, entregue pela Confederação Internacional dos Cinemas de Arte e Ensaio (Confédération internationale des cinémas d'art et d'essai, CICAE)
- Prémio Label Europa Cinemas
- Prémio Sociedade de Autores e Compositores Dramáticos (Société des auteurs et compositeurs dramatiques, SCAD) de argumento
- Prémio Regards jeunes
- Prémio Illy de curta-metragem
- Carroça de Ouro (Carrosse d'or)

## Retrospetivas
- 40X15 Les Quarante ans de la quinzaine des Réalisateurs, realizado por Olivier Jahan, Silvye Faiveley e Olivier Bertrand, 97 minutos, 2008.[4]